# Inês Andrade
Inês Andrade (Lisboa, São Sebastião da Pedreira, 20 de Janeiro de 1990) é uma locutora portuguesa, trabalhando atualmente na RFM. 

## Carreira profissional
A locutora começou a carreira em 2011 na Cidade FM, rádio jovem antigamente detida pelo Grupo Media Capital  mas adquirida pelo grupo Bauer em 2022 . Ali desenvolveu-se como comunicadora durante 8 anos, fazendo o conhecido programa das manhãs "Acorda de Vez com o Gonçalo e a Inês", que foi líder de audiências no seu target. 
Em 2013 foi apresentadora no programa "Guest List" no canal televisão generalista TVI. 
Em 2018 mudou-se para a Mega Hits, do Grupo R/Com, onde coordenou os conteúdos comerciais da estação, a par da sua presença nos painéis da tarde como co-host, primeiramente o Não é Tarde nem é Cedo, acompanhada por Teresa Oliveira e Alexandre Guimarães, e na fase final, do Drive In, conjuntamente com Catarina Palma. Na sua entrada na Mega, fez ainda o painel noturno Girls Night Out, com Ana Pinheiro.
Desde 2021 na estação RFM, também do Grupo R/Com onde faz atualmente substituições de locutores titulares e painéis rotativos ao fim-de- semana.
Na Mega Hits liderou episódios do podcast "Um De Cada Vez" onde entrevistou a influenciadora Alice Trewinnard, o cantor Salvador Sobral e a jornalista Ana Patrícia Carvalho. Adicionalmente, já entrevistou diversas celebridades tais como a brasileira Anitta, Maria Botelho Moniz, Diogo Piçarra, Inês Ayres Pereira, Agir, Blaya, Joao Paulo Sousa e Fernando Daniel.
Paralelamente ao seu trabalho como locutora de rádio, realiza algumas campanhas publicitárias através da sua conta pessoal no Instagrma, onde conta com cerca de 16.500 seguidores.

## Vida Pessoal
Nascida na freguesia de São Sebastião da Pedreira em Lisboa, Inês é filha de pais portugueses. Em criança, estudou no Colégio Campo de Flores, Externato do Parque, Liceu Maria Amália, em Lisboa e chegou a integrar o Conservatório Nacional de Dança em Lisboa durante 8 anos onde se especializou em ballet clássico e dança contemporânea.
Licenciada em Antropologia pela Faculdade de Ciências Sociais e Humanas da Universidade Nova de Lisboa em 2012 e com Pós Graduação em Ciências da Comunicação pela Faculdade de Ciências Sociais e Humanas da Universidade Nova de Lisboa em 2014, Inês Andrade cedo percebeu que a vocação estava na área da comunicação.
É casada com o seu namorado de longa data, e mãe de dois filhos.

## Ligações Externas
1. Perfil da Locutora Inês Andrade no site da RFM
2. Entrevista com Ana Pinheiro no programa Um De Cada Vez da Mega Hits
3. Entrevista a Inês Andrade